# Acasta sinica
Acasta sinica is een zeepokkensoort uit de familie van de Balanidae.